# Jay Bothroyd
Jay Bothroyd (Islington, 21 augustus 1982) is een voormalig Engels voetballer. Hij speelt bij voorkeur als aanvaller. Hij kwam eenmaal uit voor het Engels voetbalelftal.

## Clubcarrière
Op 18-jarige leeftijd maakte Bothroyd de overstap van de jeugd van Arsenal FC naar Coventry City. Hij maakte zijn debuut in het profvoetbal op 4 november 2000 in de wedstrijd tegen Manchester United. Nadat hij drie seizoenen had gespeeld voor Coventry maakte hij de overstap naar het Italiaanse Perugia. Zijn transfer naar Italië was allesbehalve gelukkig, in juli 2004 werd hij verhuurd aan Blackburn Rovers.
In 2005 kon hij definitief de overstap maken naar Engeland, dit keer tekende hij voor Charlton Athletic. Zijn verblijf was daar maar van korte duur, want na een jaar ging hij alweer weg naar Wolverhampton Wanderers. Hij wist zich daar wel te ontwikkelen tot een basisspeler, maar naar het aantrekken van een paar nieuwe spitsen waaronder Sylvan Ebanks-Blake. Door het verdwijnen van perspectief bij de club werd hij in 2008 uitgeleend aan Stoke City. Nadat seizoen maakte hij de transfer naar Cardiff City, een club waar hij in drie jaar tijd een vaste speler op het veld was. Zijn goede spel werden beloond met een oproep voor het Engels voetbalelftal en de transfer naar de gepromoveerde club Queens Park Rangers. Hij wist niet te overtuigen bij de Londense club en maakte in augustus 2012 op huurbasis de overstap naar Sheffield Wednesday. Na zijn terugkeer in januari bij QPR kwam hij weer in het eerste te spelen.
Zijn contract werd echter niet verlengd, waardoor hij in juli 2013 transfervrij werd. In januari 2014 had hij een nieuwe club gevonden in Muangthong United uit Thailand. In februari 2015 maakte hij de Bothroyd de overstap naar het Japanse Júbilo Iwata.

## Internationale carrière
Jay Bothroyd kwam voor verschillende jeugdelftallen van Engeland uit. In november 2008 werd hij opgeroepen door bondscoach Fabio Capello voor de vriendschappelijke wedstrijd tegen Frankrijk. Hij maakte in die wedstrijd op 13 november zijn debuut voor zijn land.